# Norra Västansjö
Norra Västansjö är en bebyggelse i norra delen av den utdragna byn Västansjö i Grangärde socken Ludvika kommun i Dalarna. 1995 avgränsade SCB en bebyggelse kring Täppan belägen lite norr om Norra Västansjö, som en småort och benämnd denna Norra Västansjö. Vid avgränsningen 2000 uppfylldes inte längre kraven för att bebyggelsen skulle klassas som småort, varför statusen upphörde. 